# Balachna
Balachna (in russo: Балахна) è una cittadina della Russia europea centro-orientale, nell'oblast' di Nižnij Novgorod sulla sponda destra del fiume Volga.
Fondata nel 1474 con il nome di Sol'-na-Gorodce (in russo Соль-на-Городце?), è capoluogo del Balachninskij raion.